# Bugis

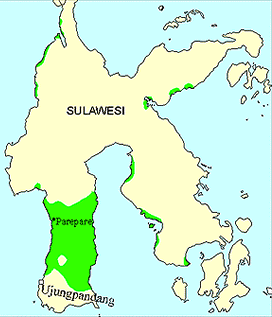
Area (in verde) dove abitano i bugis

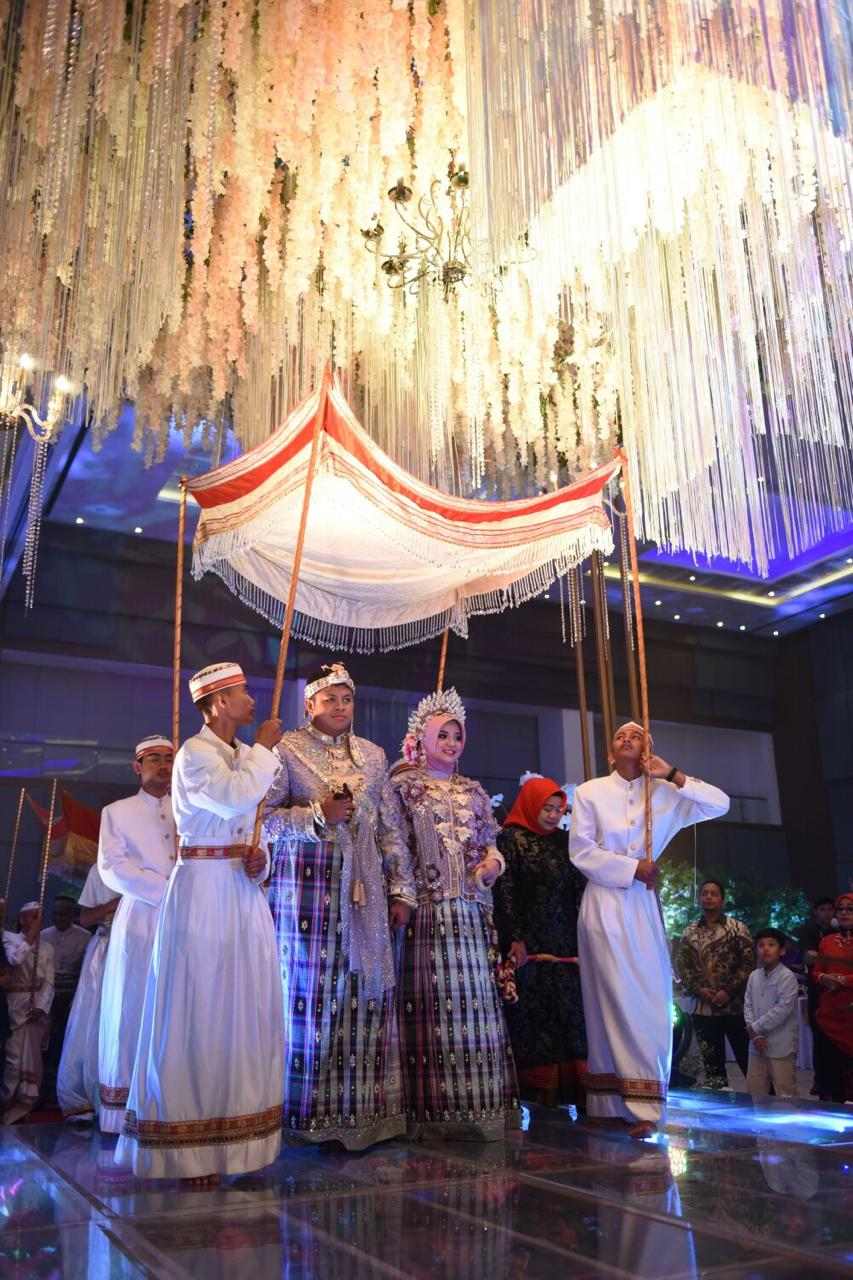
Una coppia che indossa il costume neo-tradizionale, cammina sotto un Lellu' (tradizionale baldacchino pieghevole) durante la loro cerimonia nuziale

Il popolo bugis, noto anche come buginese, è un'etnia, la più numerosa dei tre principali gruppi linguistici ed etnici del Sud Sulawesi (gli altri sono i makassar e i toraja), nella provincia sud-occidentale di Sulawesi, la terza isola più grande in Indonesia. I bugis nel 1605 si convertirono all'islam dall'animismo. La religione principale abbracciata dai Bugis è l'islam, con una piccola minoranza che aderisce al cristianesimo o a una credenza indigena preislamica chiamata Tolotang.
Nonostante la popolazione contenga solo circa sei milioni e costituisca meno del 2,5% della moderna popolazione indonesiana, i Bugis sono influenti nella politica del paese; e storicamente influenti sulla penisola malese, Sumatra, Borneo, Piccole Isole della Sonda e altre parti dell'arcipelago dove sono migrati, a partire dalla fine del XVII secolo. Il terzo presidente dell'Indonesia, B. J. Habibie e un ex vicepresidente dell'Indonesia, Jusuf Kalla, sono Bugis. In Malaysia, l'ottavo primo ministro, Muhyiddin Yassin e l'ex vice primo ministro, Ismail Abdul Rahman, hanno origini Bugis.
Il popolo Bugis parla una lingua distinta oltre all'indonesiano, chiamata bugis (Basa Ugi), con diversi dialetti diversi. La lingua bugis appartiene al gruppo linguistico del Sud Sulawesi; altri membri includono Makassarese, Toraja, Mandar e Massenrempulu. Il nome bugis è un esonimo che rappresenta una forma più antica del nome; (To) Ugi è l'endonimo.